# Æsti
Gli Æsti, talvolta chiamati Aesti, Aestii o Astui, erano un popolo antico descritto per la prima volta dallo storico romano Tacito nel suo trattato Germania (circa 98 d.C.). Secondo Tacito, il territorio degli Æsti si trovava da qualche parte ad est dei Sueoni.

## Panoramica
Secondo Tacito, gli Æsti avevano gli stessi costumi e abiti dei germanici Svevi. È stato suggerito che gli Æsti adorassero la madre degli dei, simile al culto di Nerthus tra i popoli germanici settentrionali. Tacito scrisse che gli Æsti erano "le uniche persone che raccolgono l'ambra nelle secche o persino sulla spiaggia".
L'antico prussiano e il lituano moderno chiamano la laguna della Vistola, Aīstinmari e Aistmarės, rispettivamente, sembrano derivare da Aesti e mari ("laguna" o "baia d'acqua dolce"), il che suggerisce che l'area intorno alla laguna avesse legami con il est.
Nonostante la somiglianza fonologica tra Aestii e i moderni etnonimi dell'Estonia, specialmente nelle etimologie popolari, le due aree geografiche non sono contigue e ci sono pochi, se non nessuno, collegamenti storici diretti tra loro. Le etimologie di Aesti e Eesti rimangono oggetto di congetture accademiche.

## Fonti storiche

### Tacito

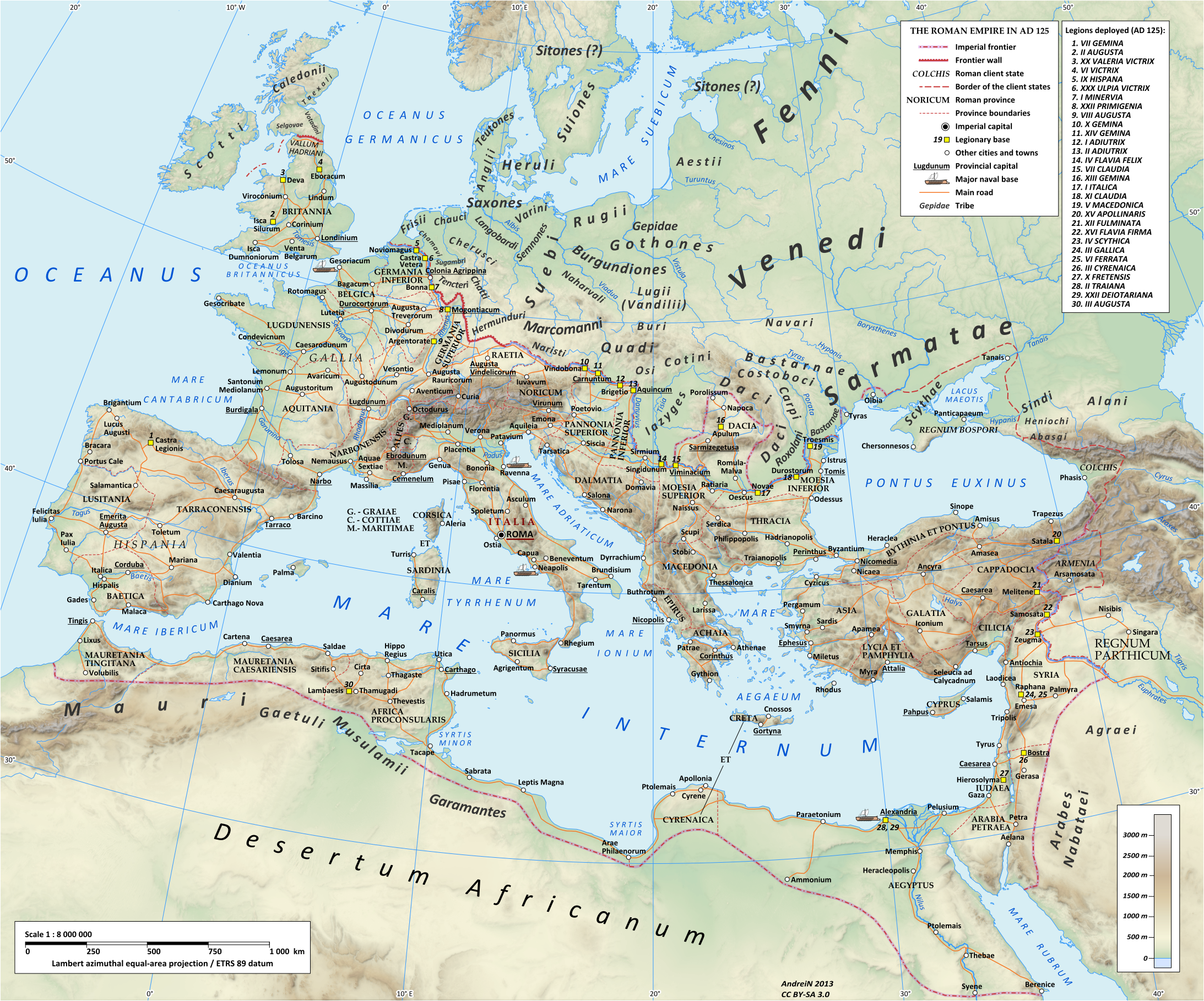
La posizione approssimativa degli Æesti, presunta dallo storico romano Tacito, a nord-est dell'Impero Romano vicino al Mar Baltico.

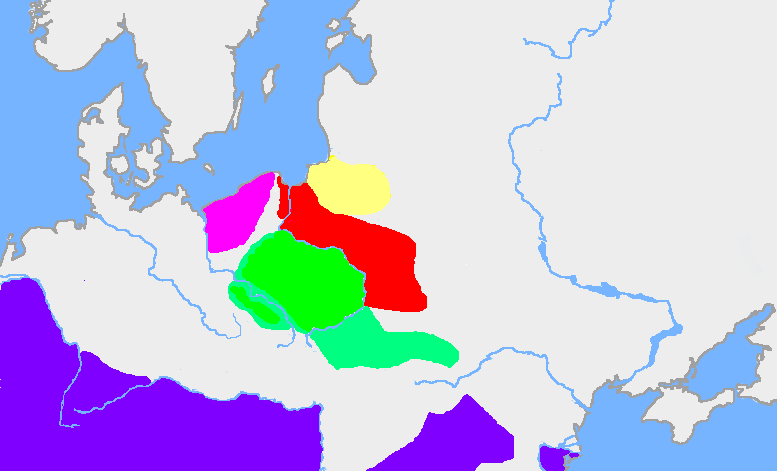
Nella prima metà del III secolo, una cultura baltica, probabilmente gli Æesti, occupò la zona in giallo.
L'Impero romano è mostrato in viola, l'area rossa rappresenta l'estensione della cultura di Wielbark, verde la cultura di Przeworsk e rosa la cultura di Debczyn.

Gli scrittori antichi, a cominciare da Tacito, che fu il primo autore romano a citarli nella sua Germania, forniscono pochissime informazioni sugli Æesti. Sebbene Tacito non si sia mai recato nella Magna Germania e abbia registrato solo informazioni che aveva ottenuto da altri, il breve excursus etnografico di seguito è il resoconto antico più dettagliato degli Æesti che abbiamo:
"A destra del Mare Svevo risiedono le nazioni estie, che usano gli stessi costumi e abiti con gli Svevi; la loro lingua assomiglia di più a quella della Britannia. Adorano la Madre degli Dei. Come caratteristica della loro superstizione nazionale, indossano le immagini dei cinghiali. Questo solo serve loro per le armi, questa è la salvaguardia di tutti, e per questo ogni adoratore della Dea è assicurato anche in mezzo ai suoi nemici. Raro tra loro è l'uso delle armi di ferro, ma frequente quello delle clave. Nel produrre il grano e gli altri frutti della terra, lavorano con più assiduità e pazienza che non si conviene alla solita pigrizia dei tedeschi. Anzi, cercano anche nel profondo, e di tutto il resto sono le uniche persone che raccolgono l'ambra. Lo chiamano glesum e lo trovano tra le secche e proprio sulla riva. Ma, secondo l'ordinaria incuriosità e ignoranza dei Barbari, non hanno né imparato né indagano quale sia la sua natura, né da quale causa sia prodotta. In verità rimase a lungo trascurato tra gli altri scarichi grossolani del mare; fin dal nostro lusso, ha guadagnato un nome e un valore. A se stessi non serve: lo raccolgono grezzo, lo espongono a pezzi grossolani e non lucidati, e per questo ricevono un prezzo con stupore.
(Germania, capitolo XLV ).
La collocazione degli Æesti Tacitei si basa principalmente sulla loro associazione con l'ambra, un oggetto di lusso popolare durante la vita di Tacito, con fonti note sulla costa sud-orientale del Mar Baltico. Il commercio dell'ambra baltica, che sembra essersi esteso al Mar Mediterraneo, è stato fatto risalire dagli archeologi all'età del bronzo nordica; il suo centro maggiore era nella regione della Sambia.
Questo commercio probabilmente esisteva prima della storica guerra di Troia nel XIII secolo a.C., dato che l'ambra è una delle sostanze in cui il palazzo di Menelao a Sparta è stato detto di essere ricco nell'Iliade di Omero.

### Cassiodoro
Le Variae di Cassiodoro, pubblicate nel 537, contengono una lettera scritta da Cassiodoro a nome di Teodorico il Grande, indirizzata agli Aesti:
È per noi gratificante sapere che hai sentito parlare della nostra fama e hai inviato ambasciatori che hanno attraversato così tante strane nazioni a cercare la nostra amicizia.

Abbiamo ricevuto l'ambra che ci hai inviato. Dici di raccogliere questa sostanza, la più leggera di tutte, dalle rive dell'oceano, ma non sai come vi giunga. Ma come ci informa un autore di nome Cornelio (Tacito), è raccolto nelle isole più interne dell'oceano, essendo formato originariamente dal succo di un albero (da cui il suo nome succinum), e gradualmente indurito dal calore del sole. Diventa così un metallo trasudato, una morbidezza trasparente, a volte arrossendo del colore dello zafferano, a volte ardendo di una limpidezza simile a una fiamma. Poi, scivolando giù al margine del mare, e ulteriormente purificato dal rotolare delle maree, è infine trasportato alle vostre rive per essere gettato su di esse. Abbiamo pensato bene di fartelo notare, per timore che tu possa immaginare che i tuoi presunti segreti siano sfuggiti alla nostra conoscenza. Ti abbiamo inviato alcuni regali dai nostri ambasciatori, e saremo lieti di ricevere ulteriori visite da parte tua per la strada che hai così aperto e di mostrarti favori futuri.
Lo stile della lettera dimostra che la nazione era a quel tempo indipendente, non governata dagli Ostrogoti. Apparentemente Cassiodoro riteneva politicamente essenziale stabilire relazioni amichevoli con la regione nordica. La lettera indica anche che gli Æesti erano pienamente sicuri del valore dell'ambra e ne avevano fatto un segreto commerciale. L'invio di doni e la promessa di futuri favori erano anticamente un modo cordiale di riconoscere de jure un altro potere.

### Adamo da Brema
Durante l'XI secolo Adamo da Brema, citando Eginardo (che nella Vita Caroli Magni afferma "gli Slavi e gli Aisti vivono sulle rive del Mare Orientale"), cita la tribù costiera degli Haisti, e si riferisce all'odierna Estonia come Aestland.